# Pruno (Getränk)
Pruno, prison wine, Knastwein, Gefängniswein, Fiffi, Aufgesetzter, Angesetzter oder Brotwein und weitere Begriffe beschreiben selbsthergestellte alkoholische Getränke. Meist werden diese in Notzeiten, Ausnahmesituationen oder unter besonderen Bedingungen wie bei einem Gefängnisaufenthalt hergestellt. Als Basis dienen Früchte, wie etwa Äpfel, Orangen, Pflaumen und weitere Zutaten wie Ketchup, Zucker, Milch oder zerkleinertes Brot. Die Zusammensetzung ist äußerst unterschiedlich und hängt von der jeweiligen Verfügbarkeit ab. Gemeinsam haben alle diese selbsthergestellten Getränke, dass sie von Laien unter unklaren Produktionsbedingungen hergestellt werden. Grundsätzlich ist von der Selbstherstellung und dem Konsum derartiger Getränke abzuraten, da sonst Vergiftungen, z. B. Botulismus, vorkommen können.

## Beschreibung

### Brotwein
Der sog. Brotwein wurde nicht nur in den Gefängnissen der DDR, sondern auch bei wenigen Einheiten der NVA hergestellt. Wie der Name es andeutet, besteht Brotwein aus gezupftem Mischbrot, das mit Wasser zur Gärung gebracht wird. Das Getränk hat meist einen Alkoholgehalt von 10 % bis 11 %. Das Getränk ist bekannt für seinen üblen Geruch. Es ist nicht zu verwechseln mit dem ähnlichen in Russland bekannten Getränk Kwas.

### Fiffi (Knastwein)
In Deutschland wird für die Herstellung von Knastwein, bzw. Fiffi eine Mischung aus Fruchtsaft, Zucker, Brot oder Hefe verwendet. Fiffi ist neben dem Eimerrauchen in vielen deutschen Haftanstalten stark verbreitet.

### Pruno
In den USA ist der sog. Pruno weitgehend auf die Gefängniskultur beschränkt. Aufgrund des Alkoholverbots im Gefängnis stellen Häftlinge dieses Getränk im Verborgenen selbst her. Die Fermentationsgrundlage, das Obst, wird als Motor bezeichnet. Durch die Zuführung von Zucker wird der Alkoholgehalt geregelt. Die Gärung kann in einer Plastiktüte, mit heißem, fließendem Wasser und einem Handtuch oder einer Socke erfolgen. Mit Handtüchern kann die Pulpe während der Fermentation verborgen werden. Das Endergebnis wurde blumig beschrieben als „verdünnter Wein mit Kotz-Geschmack“. Das Erreichen von gutem Geschmack steht nicht im Vordergrund bei der Pruno-Herstellung. Je nach Fermentationsdauer, Zuckergehalt und der Qualität der Zutaten kann der Alkoholgehalt zwischen 2 und 14 % liegen.
Es sind insgesamt eine Vielzahl von anderen Gefängnis-Alkoholika bekannt. Diese beinhaltet Weine, die in Wasserkästen von Toiletten fermentiert werden. Zuckerhaltige Getränke wie orange drink können auch vergoren und destilliert werden mit Hilfe eines Heizofens. Diese Methoden führen in der Regel zu Getränken mit niedrigem Alkoholgehalt.

## Weiteres
- Jarvis Masters, Insasse der Todeszelle in San Quentin, hatte das Gedicht „Recipe for Prison Pruno“ gedichtet, das ein Rezept für Pruno beschreibt.[10] Das Gedicht gewann im Jahr 1992 einen PEN-Award.[11]
- In Michael Finkels Esquire Artikel über den Todeskandidaten Christian Longo wurde ein Rezept für Pruno genannt.[12]
- 2004 fand bei der American Homebrewers Association’s National Homebrew Conference in Las Vegas ein Pruno-Wettbewerb statt.[13]